# Catherine E. Davidson
Catherine E. Davidson fue una mujer estadounidense que luchó disfrazada de hombre en la Guerra de Secesión. Davidson se alistó en el Ejército de la Unión para estar con su prometido. Luchó en la Batalla de Antietam y fue gravemente herida. Debido a ello, fue dada de baja y se descubrió su verdadero género.

## Uniéndose al Ejército de la Unión
Catherine E. Davidson vivía en Sheffield, Ohio, como su prometido. Él se alistó para luchar en el Ejército de la Unión. Para permanecer cerca de él, ella decidió hacerlo también. Se disfrazó de hombre y ambos se alistaron en el  28.ª de Infantería de Ohio.

## La Batalla de Antietam
Enrolados en el 28.ª Infantería de Ohio, Davidson y su prometido lucharon en la Batalla de Antietam en el año 1862. Durante el combate, su prometido cayó muerto y Davidson recibió un disparo en el brazo derecho. Fue rescatada por el gobernador de Pensilvania Andrew Curtin.

## Con Andrew Curtin
El gobernador de Pensilvania Andrew Curtin era uno de los muchos que llegaron al campo de batalla para ayudar a cuidar a los soldados heridos. Andrew Curtin llevaba a Catherine E. Davidson hasta la ambulancia, cuando ella recibió otro disparo en el brazo derecho. Davidson sobrevivió, pero los doctores tuvieron que amputarle el brazo a media distancia entre el hombro y el codo. Debido a la amputación, y la revelación de su verdadero género, Catherine E. Davidson hubo de abandonar el ejército.
Davidson sentía que tenía que dar las gracias al gobernador de Pensilvania Andrew Curtin en persona por haber salvado su vida. Curtin no tenía la menor idea de que fuera una mujer. Cuándo Davidson visitó a Curtin, quedó impresionado tanto por verla viva como con prendas femeninas. Curtin le ofreció el anillo que Davidson le había dado camino a la ambulancia. Davidson lo rechazó y dijo, "El dedo que llevaba ese anillo nunca lo llevará otra vez. La mano está muerta pero el soldado se mantiene vivo".